# Calzato
Calzato è un termine utilizzato in araldica come rovescio di incappato ed è formato da due linee, anche curve (fr: ployées) che, dagli angoli del capo, vanno, con eguale inclinazione, a riunirsi verso la punta.
Nel caso in cui i tre campi sono di smalti diversi, si preferisce il termine interzato in calza. Quando le linee del calzato sono leggermente ricurve in dentro la blasonatura corretta è calzato ricurvo. 
A partire dalla definizione dell'interzato, si può concludere che con il termine calza possiamo indicare la parte di scudo che circonda lo spazio triangolare, la cui base coincide con il lato superiore dello scudo ed il cui vertice si trova nella punta. È quindi distinto dalla parte di scudo che circonda lo spazio triangolare detto pila, caratterizzato dall'avere la base di dimensioni minori del lato superiore dello scudo.

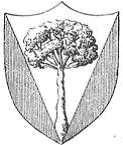
D'argento, calzato di rosso
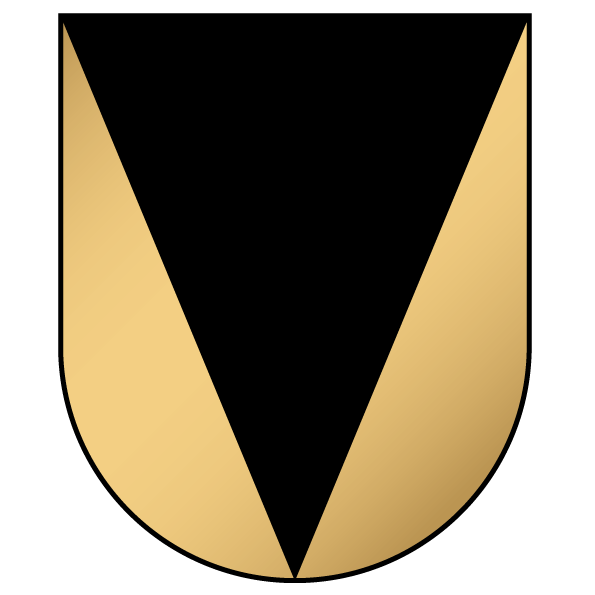
Di nero, calzato d'oro
D'azzurro, calzato di rosso (Pietrabruna)
D'azzurro, calzato d'oro (Dipartimento del Varo, Francia)
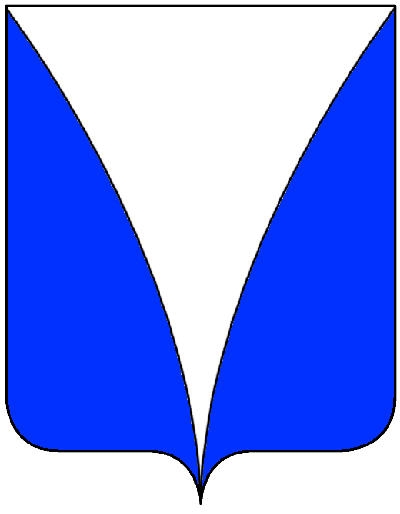
D'argento, calzato ricurvo d'azzurro (Cornedo all'Isarco)
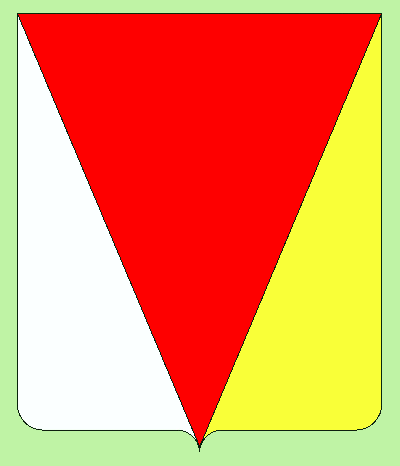
Interzato in calza d'argento, di rosso e d'oro
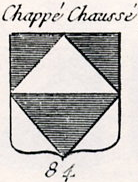
Troncato d'argento e d'azzurro, incappato e calzato dell'uno all'altro
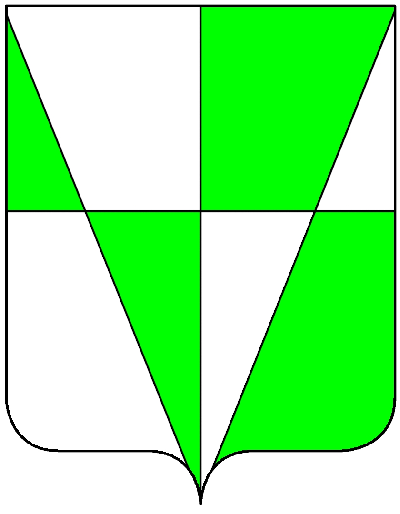
Inquartato d'argento e di verde calzato dell'uno all'altro
Interzato in calza ritondato d'argento, di nero e d'oro (Niedersohren, Germania)